# Guillermo Goldes
Guillermo Goldes es un astrónomo y comunicador científico de la ciudad de Córdoba, Argentina.

## Biografía
Nació en la ciudad de Córdoba, Argentina, en 1964. Goldes es Doctor en Astronomía de la Universidad Nacional de Córdoba, Mgter. en Museología de la Universidad de Valladolid. Fue becario e investigador del Consejo Nacional de Investigaciones Científicas y Técnicas (Conicet) y becario de la Fundación Carolina, de España. Además fue director de la Especialización en Comunicación Pública de la Ciencia y Periodismo Científico de la Universidad Nacional de Córdoba (UNC) desde el año 2010 hasta el año 2017. En la actualidad se desempeña como Director Alterno y profesor de la misma carrera de posgrado. Realizó estadías científicas en diversos centros, muy especialmente en el Observatorio de Marsella, Francia, durante la década de 1990. En ese mismo período realizó sistemáticamente observaciones astronómicas en el Observatorio La Silla, en Chile. Es columnista de ciencia en Radio Universidad de Córdoba, desde 2012 a la actualidad, y en Radio del Plata, desde 2022. Es miembro fundador de la Red de Divulgación Científica de Córdoba (RDCC). Profesor de la Facultad de Matemática, Astronomía, Física y Computación (Universidad Nacional de Córdoba), en donde cumple también funciones como Prosecretario de Comunicación y Divulgación Científica. Se desempeñó como Secretario Académico de Plaza Cielo Tierra, Centro de Interpretación Científica, espacio de comunicación de la ciencia que concibió e impulsó. Desde 2020 colabora como comunicador científico con el Observatorio Hidro-Meteorológico de Córdoba.

## Producción
Escribió el libro “Charlemos sobre Ciencia. Notas de divulgación científica en medios de Córdoba”, coeditado por la Editorial UNC y la Editorial UADER. En este libro recopila artículos propios y del divulgador cordobés Fernando Suárez Boedo publicados en distintos medios de comunicación entre 1998 y 2001 y presenta a la sociedad curiosidades, conceptos, fenómenos y problemas de diferentes disciplinas científicas. Asimismo escribió, junto a Pablo Facundo García, el libro: “Protagonistas de la Ciencia. Entrevistas con Científicos”, editado en 2022 por editorial EDUVIM. Ese volumen tuvo además una edición previa en formato de e-book: 25 entrevistas con Científicos, editado por la Municipalidad de la ciudad de Córdoba en 2019. En 2024 la editorial EDUVIM publicó el libro:“¿Qué es El Niño/La Niña/Oscilación del Sur? Una Aproximación a la Atmósfera Terrestre”, cuyos autores son G. Goldes y el meteorólogo Edgardo Pierobon.
Ha producido y guionado diversos documentales científicos en video, como por ejemplo: Tres Historias Cordobesas, Relatos de Nuestra Ciencia y Tecnología.Edita también un cómic de divulgación científica: Luz, Cámara, Ciencia. Exploradores de la UNC, junto al guionista Matías Zanetti y la ilustradora Constanza Taboada. 
Coordina la iniciativa: Guía Fotográfica de Turismo Científico de Córdoba, junto con Alberto Díaz Añel y otros autores.
Coordina académicamente y dicta clases en el curso de extensión: "Astronomía para Todas y Todos. El Cielo al Alcance de tu Mano" de la Facultad de Matemática, Astronomía, Física y Computación (Universidad Nacional de Córdoba), desde 2008.